# Metarranthis hamaria
Metarranthis hamaria là một loài bướm đêm trong họ Geometridae.